# Rondo Stefana Starzyńskiego w Warszawie

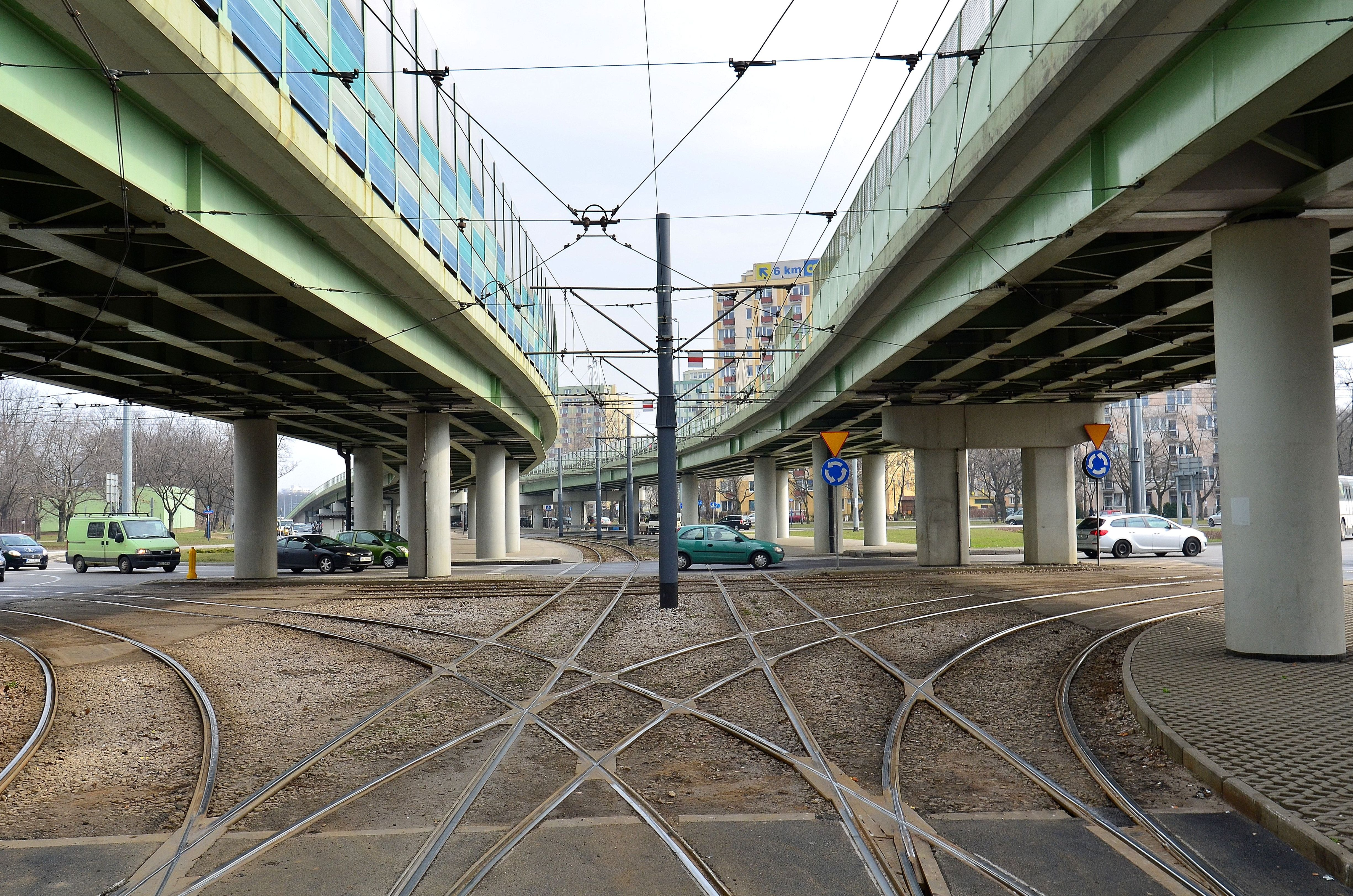
Widok z ronda w kierunku ul. Starzyńskiego

Rondo Starzyńskiego – rondo w dzielnicy Praga-Północ w Warszawie.
Położone jest u zbiegu ulic:
- od północy: ulica Jagiellońska
- od wschodu: ulica Starzyńskiego
- od południa: ulica Jagiellońska
- od zachodu: most Gdański

## Historia
Rondo bez sygnalizacji świetlnej, o dość skomplikowanym układzie szyn tramwajowych – tramwaje jadą zarówno przez wyspę centralną, jak również po obrzeżach ronda (po stronie zachodniej). Rondo stanowi część tzw. obwodnicy śródmieścia. Ze względu na wysokie natężenie ruchu, w latach 2005–2007 wybudowano dwie estakady w ciągu ulicy Starzyńskiego i mostu Gdańskiego, zapewniając bezkolizyjny ruch w relacji wschód–zachód.
Pierwotny projekt zakładał równoczesne oddanie obu wiaduktów w 2007 roku, jednak ówczesny komisarz miasta Kazimierz Marcinkiewicz podjął decyzję o dopłacie wykonawcy około 2 mln zł za szybsze dokończenie prac. Wiadukt w kierunku Bródna został otwarty 8 listopada 2006 roku (cztery dni przed wyborami samorządowymi). Drugi wiadukt został oddany latem 2007 roku.
Od końca września 2011 roku obowiązuje nowa organizacja ruchu – rondo Starzyńskiego ma formę bliską rondu turbinowemu. Wyboru kierunku jazdy należy dokonać przez wjazdem na rondo, w przypadku decyzji o skręcie w prawo nie ma możliwości zmiany decyzji. Poprawiono również bezpieczeństwo pieszych, wydzielając na ulicy Jagiellońskiej (wlot od strony południowej) wyspę dla pieszych.
Nazwa upamiętnia Stefana Starzyńskiego, jednego z najbardziej zasłużonych prezydentów Warszawy.